# Laurent Spadale
Laurent Spadale (1914-1971) est un résistant et haut fonctionnaire français.
Il est sous-préfet de l’arrondissement d’Alès à la Libération.

## Biographie
Né à Ajaccio le 17 février 1914, Laurent Spadale devient ingénieur spécialiste en béton armé dans une entreprise de travaux publics. Il est ensuite
conducteur de travaux, puis dessinateur à la ville de Nîmes (1940).
Il entre en résistance dès décembre 1940, appartenant à Combat et aux Mouvements unis de la Résistance jusqu’en 1943, puis adhérant au Front national. Devenu un des responsables du FN pour la zone Sud, il entre aussi au Parti communiste français clandestin.
Le 21 août 1944, il est promu sous-préfet de l’arrondissement d’Alès par le nouveau préfet du Gard, Don Sauveur Paganelli, avec l’accord du commissaire régional Jacques Bounin. Les sources soulignent l’autorité et la fermeté dont il fait preuve
à ce poste.
Il y manifeste selon Paganelli des « idées généreuses et avancées du point de vue politique, économique et social ». Membre « très influent » du PCF à Alès, il appartient au bureau des Francs-tireurs et partisans et préside l’antenne locale de l’association France-Espagne. Georges Bruguier, député socialiste, se plaint de ce
fait de celui qu’il considère comme « l’homme du Parti communiste ».
Paganelli excipe de ces orientations pour demander son maintien en poste dans une région
marquée par le milieu ouvrier. Il est cependant affaibli par l’émeute d’Alès, qui voit en décembre 1944 le lynchage de Marcel Farger, ancien maire collaborationniste qui venait d’être gracié, et de quatre miliciens condamnés à
mort. Jules Moch, ministre de l’Intérieur venu en appui des critiques de Bruguier, estime en février 1946 que « l’inféodation de Spadale au PC » a « comprom[is] gravement la situation politique du département », et il est mis fin à ses
fonctions le 6 octobre suivant. Le 26 novembre, un décret l’élève à l’honorariat.
Il poursuit quelque temps une activité militante au sein du PCF ; il prend ainsi part à une réunion publique à Bessèges aux côtés de Gilberte Roca. S’étant éloigné du parti dans les années 1960, il adhère selon les Renseignements généraux à Force ouvrière.
Professionnellement, il exerce comme directeur de la Sécurité sociale minière d’Alès, puis
directeur de la caisse régionale de Sécurité sociale minière des Houillères des Cévennes et de Provence. Il est correspondant de l’Académie de Nîmes en 1961, et soutient la même année une thèse de doctorat en économie portant
sur l’automation et dirigée par René  Maury.
Ayant sollicité en vain sa réintégration dans le corps préfectoral en 1964, il meurt en fonctions le 11 juin 1971 à Alès.